# Rejencja gąbińska
Rejencja gąbińska (niem. Regierungsbezirk Gumbinnen, lit. Gumbinės apygarda) – pruska jednostka administracyjna w prowincji Prusy Wschodnie, położona w jej północnej i wschodniej części, istniejąca w latach 1808–1945.

## Historia
Rejencja została powołana oficjalnie 16 grudnia 1808 na miejsce powstałej w 1724 Litewskiej Kamery Wojennej i Skarbowej. Początkowo jednostka administracyjna nosiła nazwę rejencji litewskiej w Gąbinie (niem. Regierungsbezirk Litthauen zu Gumbinnen) i była jedną z dwu rejencji wchodzących w skład Prus Wschodnich.
Pierwotnie w obrębie rejencji gąbińskiej znalazły się powiaty Gąbin, Szyłokarczma, Wystruć, Jańsbork, Kłajpeda, Olecko, Ryn, Stołupiany i Tylża, jednak już 1 września 1816 na prośbę urzędu miasta Memel powiat Memel włączono w skład rejencji królewieckiej. Wkrótce dokonano zasadniczej zmiany podziału administracyjnego, tak by odległości między miejscowościami a centrami powiatów nie były zbyt duże. Zasadniczo okręg powinien był liczyć od 20 do 36 tys. mieszkańców.
Ostatecznie w skład rejencji gąbińskiej weszło 16 powiatów ziemskich (Landkreise). 1 kwietnia 1819 były to:
- Węgobork (Angerburg)
- Darkiejmy (Darkehmen, po 1938 Angerapp)
- Gołdap (Goldap)
- Szyłokarczma (Heydekrug)
- Wystruć (Insterburg)
- Jańsbork (Johannisburg)
- Lec (Lötzen)
- Ełk (Lyck)
- Niziny ze stolicą w Jędrzychowie (Niederung, od 1938 Elchniederung)
- Olecko (Oletzko, od 1933 Treuburg)
- Pilkały (Pillkallen, od 1938 Schloßberg (Ostpr.))
- Ragneta (Ragnit)
- Ządźbork (Sensburg)
- Stołupiany (Stallupönen, od 1938 Ebenrode)
- Tylża (Tilsit)

W 1896 miasta Tylża i Wystruć wydzielono z powiatu nadając im status powiatów grodzkich (Stadtkreise).
W 1905 z rejencji gąbińskiej wydzielono cztery okręgi mazurskie: Jańsbork, Lec, Ełk i Ządźbork, włączając je do nowo powstałej rejencji olsztyńskiej.
W wyniku Traktatu Wersalskiego Rzesza Niemiecka straciła tereny położone na północ od Niemna, w tym ziemie należące do rejencji gąbińskiej: prawie cały powiat Tylża, części powiatów Szyłokarczma, Niziny, Ragneta i Tylża-miasto. Resztki powiatu szyłokarczemskiego włączono do Nizin, a powiat Ragneta złączono z powiatem ziemskim Tylża w powiat Tylża–Ragneta.
Po włączeniu Okręgu Kłajpedy w skład III Rzeszy w marcu 1939 pod władzę Gąbina przeszły cztery litewskie dotąd powiaty Kłajpeda–miasto, Kłajpeda, Szyłokarczma i Pojegi. Ostatni okręg został zlikwidowany jeszcze w 1939, a jego gminy rozdzielono między powiaty Szyłokarczma i Tylża–Ragneta.
W wyniku rozbioru II Rzeczypospolitej między Niemcy a ZSRR w skład rejencji włączono w dniu 1 listopada 1939 powiat Suwałki (Landkreis Suwalken, od maja 1941 Sudauen).

### Podział administracyjny
Podział administracyjny rejencji 31 grudnia 1937 wraz z późniejszymi zmianami.
Powiaty grodzkie:
1. Tylża
2. Wystruć

Powiaty ziemskie:
1. Landkreis Angerburg (powiat węgorzewski)
2. Landkreis Darkehmen (powiat darkiejmski, od 1938 Landkreis Angerapp)
3. Landkreis Goldap (powiat gołdapski)
4. Landkreis Gumbinnen (powiat gąbiński)
5. Landkreis Insterburg (powiat wystrucki)
6. Landkreis Niederung – siedziba Jędrzychowo (od 1938 Landkreis Elchniederung)
7. Landkreis Pillkallen (powiat pilkałski, od 1938 Landkreis Schloßberg i. Ostpr.)
8. Landkreis Stallupönen (powiat stołupiański, od 1938 Landkreis Ebenrode)
9. Landkreis Tilsit-Ragnit (powiat tylżycko-ragnecki, siedziba – Ragneta)
10. Landkreis Treuburg (powiat olecki)

Późniejsze zmiany
1. Landkreis Heydekrug (powiat szyłokarczemski, w latach 1923–1939 do Litwy)
2. Landkreis Memel (powiat kłajpedzki, w latach 1923–1939 do Litwy)
3. Landkreis Sudauen (powiat suwalski, zabrany Polsce w 1939)

## Powierzchnia i zaludnienie
Rejencja obejmowała w 1885 powierzchnię 15 870 km² i była zamieszkana przez 788 tys. mieszkańców, spośród których zdecydowaną większość stanowili ewangelicy (756 tys.). Znaczną część ludności południowych powiatów (Ełk, Olecko, Ządźbork, Jańsbork, Lec) stanowili polskojęzyczni Mazurzy, z kolei w północno-wschodnim regionie koncentrowała się ludność litewska (szczególnie w powiatach Szyłokarczma, Tylża, Ragneta, Pilkały i Stołupiany).

## Koniec istnienia regionu
Rejencja gąbińska de facto przestała istnieć wraz z wejściem Armii Czerwonej na teren wschodniej części Prus w zimie 1945. Większa część jednostki włączona została w skład RFSRR jako obwód królewiecki, kilka powiatów znalazło się w województwie olsztyńskim i białostockim PRL. Obecnie polskie tereny rejencji gabińskiej są częścią województwa warmińsko-mazurskiego.